# St. Nikolaus (Kornburg)

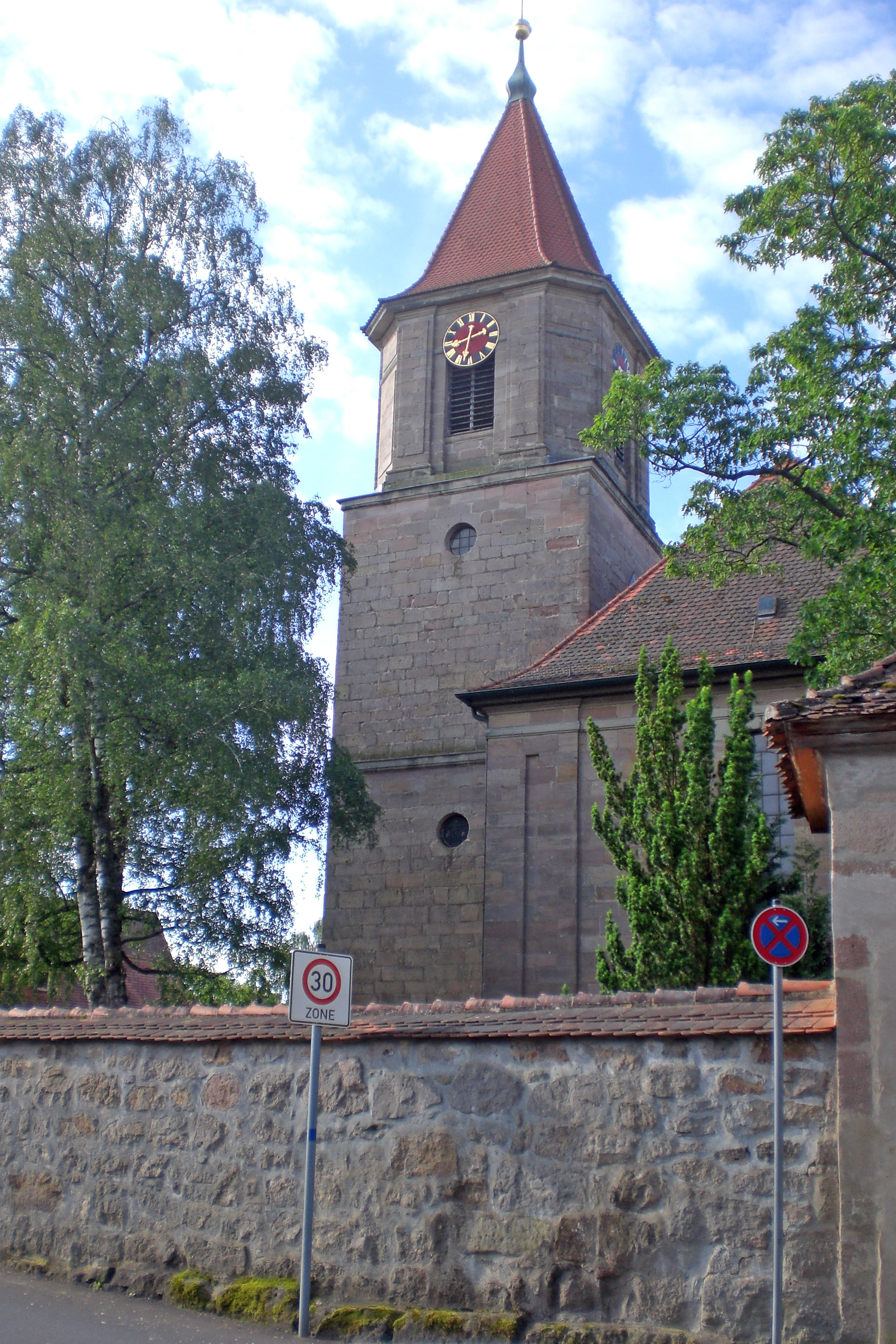
Die evangelische St.-Nikolaus-Kirche (2024)

Die Kirche St. Nikolaus ist eine evangelisch-lutherische Pfarrkirche in Kornburg, einem Gemeindeteil der kreisfreien Stadt Nürnberg (Mittelfranken, Bayern).

## Geschichte
Ursprünglich wurde die Kapelle St. Nikolaus 1345 erbaut. In der zweiten Hälfte des 14. Jahrhunderts erfolgte die Trennung von der Mutterpfarrei Altdorf-Rasch. Um 1425 wurde eine gotische Wehrkirche mit Friedhofsbefestigung auf den Grundmauern der abgerissenen Kapelle errichtet. 1632, im Dreißigjährigen Krieg, wurde sie zerstört und 1740 als typische Markgrafenkirche durch eine Stiftung der Rieter von Kornburg von Johann David Steingruber wieder aufgebaut. Von den mittelalterlichen Vorgängerbauten ist seit dem Neubau von 1740 nichts mehr erhalten. 

## Baubeschreibung
Die Kirche St. Nikolaus ist ein Baudenkmal, das in der Liste der Baudenkmäler in Nürnberg/Südliche Außenstadtteile aufgeführt ist:
Evangelisch-lutherische Pfarrkirche St. Nikolaus: Sandsteinquaderbau mit Walmdach, Ecklisenen und Ostturm mit oktogonalem Aufsatz und Spitzhelm, Saalbau mit seitenschiffartigen Erweiterungen, im sogenannten Markgrafenbarockstil, wohl von Johann David Steingruber, 1739/40; mit Ausstattung
Umgeben von hoher Kirchhofmauer, Sandstein- und Bruchstein, gleichzeitig
Torhaus, Sandsteinquaderbau mit Walmdach und Rundbogenportal, gleichzeitig

## Glocken
- Glocke 1:  f′     Czudnochowsky (Erding)        1954
- Glocke 2:  as′    Löw (Nürnberg)                1642
- Glocke 3:  c″     Löw (Nürnberg)                1642